# ننکووو
ننکووو (به بلغاری: Nenkovo) یک منطقهٔ مسکونی در بلغارستان است که در شهرستان کاردژالی واقع شده‌است.